# 辺見のり子
辺見 のり子（へんみ のりこ、1985年11月28日 - ）は、日本の女優、モデル、リポーター、シンガー。劇団夜想会所属。

## 略歴
- 大分県出身で、愛知県、大阪府、北海道札幌市、東京都育ち。
- 明治大学文学部文学科卒業。
- WORLD MISS UNIVERSITY CONTEST in JAPAN 2006　ファイナリスト。
- ミス・ユニバース・ジャパン 2009　ファイナリストに選ばれるが最終選考には残らず。

## 出演作品

### 舞台
- turning point （avex artist academy選抜公演・中野momo）主演・アキ 役
- 眠れる森の美女（2009年8月、劇団夜想会]公演・アトリエフォンテーヌ）看護婦役
- めぐみへの誓い（2010年1月、劇団夜想会公演・紀伊國屋サザンシアター）金賢姫役
- 愛と不安の夏～原爆乙女たち・愛と勇気の軌跡～（2010年7月、劇団夜想会公演・俳優座劇場）カタリーナ・ローク役
- ミュージカル「誠　～That's新選組～」（2011年1月、劇団夜想会公演・アトリエフォンテーヌ）ヒロイン・典子役
- 俺は、君のためにこそ死ににいく（2011年4月、劇団夜想会公演・紀伊國屋ホール）田端良子役
- カンガルー（作：別役 実　演出 監督：野伏 翔 ） 主演・娼婦役　2011年夜想会アトリエ公演
- 俺は、君のためにこそ死ににいく（2012年2月、特別再演・春日部市民文化会館大ホール）田端良子役
- ミュージカル「誠　～とびだせ新選組～」（2012年3月、劇団夜想会公演・俳優座劇場）現代近藤勇、カナブン役
- 井坂聡 監督×グラスタ演劇プロジェクト　（2012年７月）全３ストーリー全て出演
- ミュージカル「誠　～とびだせ新選組～」（2012年3月、劇団夜想会公演・俳優座劇場）須藤マキ子役
- 最初の晩餐（2012年11月、演出監督：井坂聡・ニッポン放送IMAGINEスタジオ)　川添玲子役

### 映画
- 「イチゴジャム」　（監督：庭月野議啓・第32回ぴあフィルムフェスティバル PFFアワード2010 入選作品）　鞠子 役
- 「誠〜とびだせ新選組」　（監督：野伏翔・新垣里沙主演）須藤マキ子役
- 「天心」 　（監督：松村克弥・竹中直人主演）美人令嬢役

### モデル
- CECIL McBEE 　CECIL McBEE×　avex ファッションショー
- Buenos Karin 　秋冬広告イメージモデル
- ゴルフダイジェスト 　秋冬ファッション着まわし特集
- Nikon　webコーナー　モデル・母親役
- 富士ゼロックス株式会社 　マルチコピー機CMイメージモデル
- DAIKANYAMA COLLECTION2011 T.T.WOOモデル
- DAIKANYAMA COLLECTION2012 deep sweet easyモデル
- ゼクシィ　誌内広告　2012年　春・夏
- オンラインセレクトショップPrixPrix pomme de prixprix モデル
- ショップチャンネル KONY　アクティブウェアイメージモデル

### コンテスト
- WORLD MISS UNIVERSITY CONTEST in JAPAN 2006　 ファイナリスト
- ミス・ユニバース・ジャパン 2009　ファイナリスト

### PV
- 杏里 PV2008年「もう悲しくない」 　夕子役

### キャスター・リポーター
- Web 東京STYLE 食レポートメインリポーター
- チャンネル桜　防人の道アシスタントキャスター 2010年〜2013年3月27日